# Coumiac

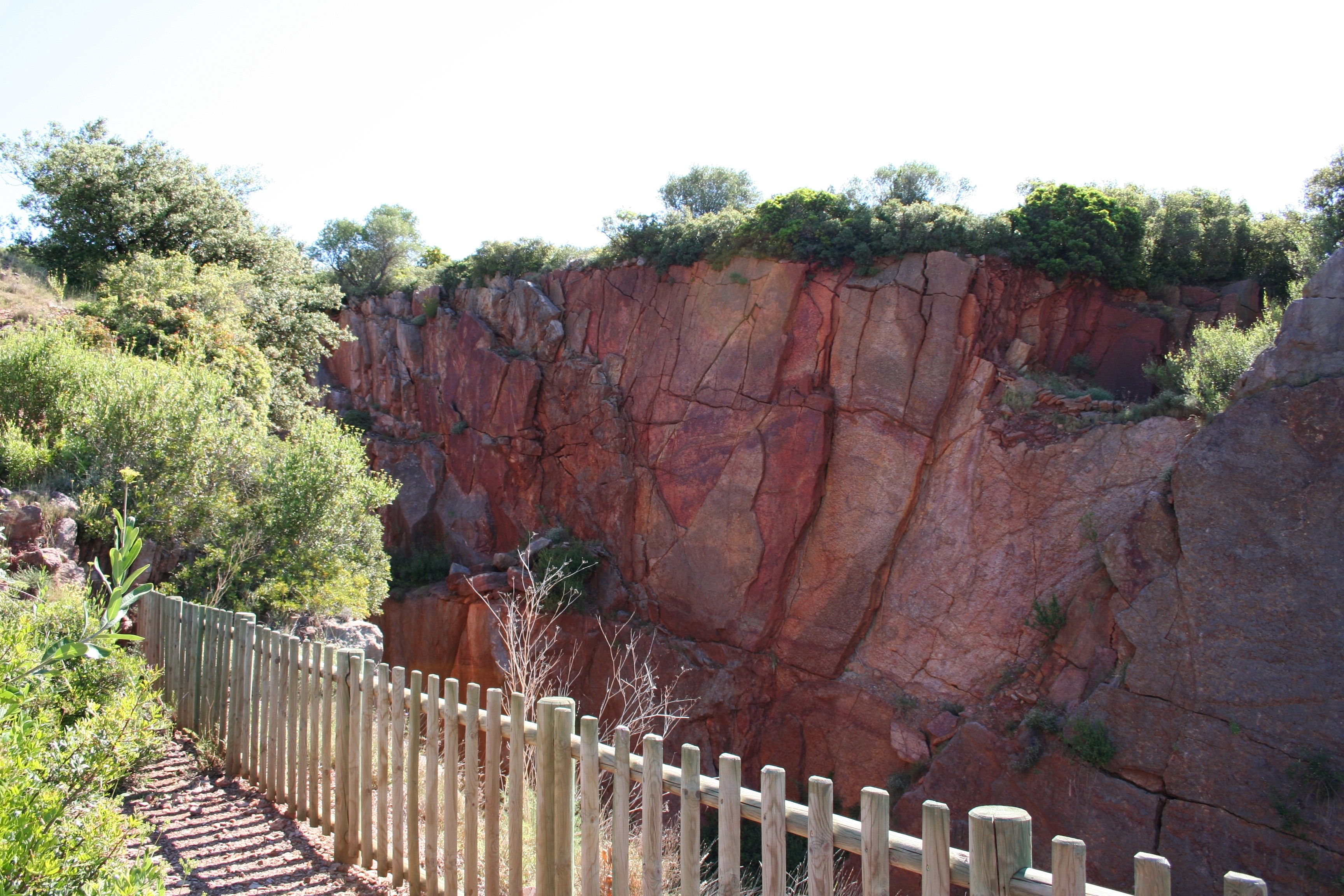
Paroi de marbre rouge de la carrière.

La carrière de Coumiac est une ancienne carrière de « marbre griotte » rouge, d'une très grande qualité ornementale, située sur la commune de Cessenon-sur-Orb (Hérault, France). Il s'agit d'un site géologique important, où l'on peut observer des nombreux spécimens de goniatites fossilisées.

## Caractéristiques géologiques
La carrière permet d'observer la limite stratigraphique entre deux étages du Dévonien, le Frasnien et le Famennien, coïncidant avec une extinction survenue il y a environ 372 millions d'années,. Les goniatites sont essentiellement présentes dans les couches du Frasnien.
L'étage du Famennien est défini par un Point stratotypique mondial avec un clou d'or situé dans la carrière de Coumiac où il y a une abondance biologique de Palmatolepis triangularis.

## Histoire

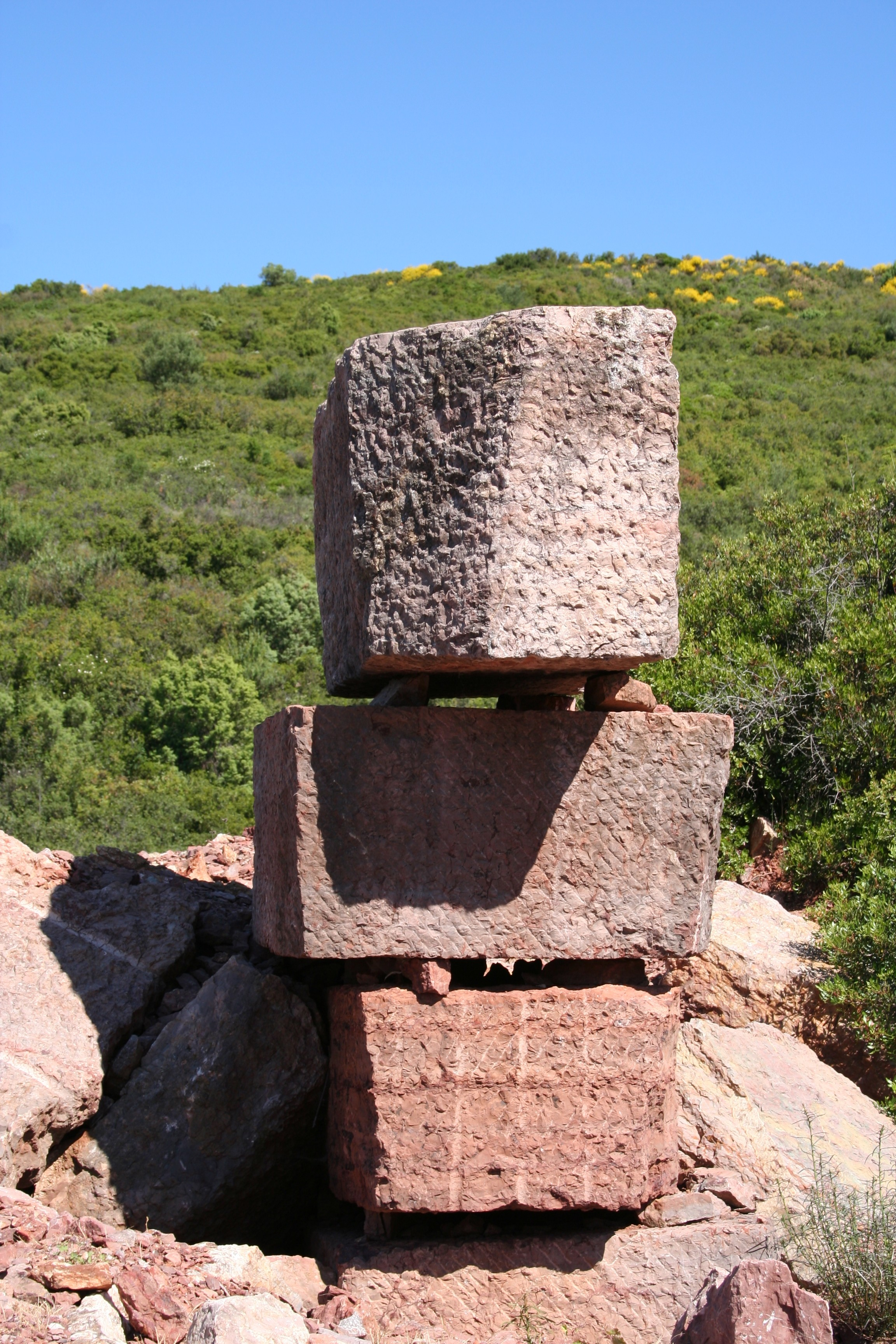
Empilement de blocs de marbre rouge.

Le marbre a été utilisé pour la décoration de la Maison-Blanche à Washington, DC et à la Maison de France à Rio de Janeiro. L'exploitation a cessé au milieu des années 1960.